# Bodewes Trader 7575
Der Bodewes Trader 7575 ist eine aus sechs Einheiten bestehende Serie von Küstenmotorschiffen der niederländischen Werft Royal Bodewes in Hoogezand.

## Geschichte
Die Schiffe wurden von der Reederei Erwin Strahlmann in Marne bestellt. Die ersten vier Einheiten wurden auch an die Reederei Strahlmann abgeliefert. Die letzten beiden Einheiten wurden von der Reederei Strahlmann an Arklow Shipping in Arklow verkauft (das fünfte Schiff befand sich zu dieser Zeit bereits im Bau).
Die vordere Hälfte der Rümpfe der ersten fünf Schiffe der Serie wurden von der polnischen Werft Prokon in Stettin gebaut und auf einem Ponton nach Hoogezand geschleppt. Hier wurden sie mit einem Schwimmkran an Land gehoben und mit der vor Ort gebauten hinteren Hälfte der Rümpfe verbunden.

## Beschreibung
Die Schiffe werden von einem Viertakt-Sechszylinder-Dieselmotor des Herstellers Caterpillar angetrieben. Die Motoren des Typs MaK 6M32C verfügen über 2999 kW Leistung und wirken über ein Untersetzungsgetriebe auf einen Verstellpropeller. Die Schiffe erreichen damit eine Geschwindigkeit von 12,5 kn. Für die Stromerzeugung stehen zwei Sisu-Dieselmotoren mit jeweils 180 kW Leistung zur Verfügung, die auf zwei Leroy-Somer-Generatoren wirken sowie ein Notstromgenerator mit 96 kW Leistung. Weiterhin steht ein Wellengenerator mit 348 kW Leistung zur Verfügung. Die Schiffe sind mit einem elektrisch angetriebenen Bugstrahlruder mit 300 kW Leistung ausgestattet.
Das Deckshaus befindet sich im hinteren Bereich der Schiffe. Vor dem Deckshaus befinden sich zwei Laderäume. Der hintere Laderaum ist boxenförmig. Er ist 44,25 m lang und 13,25 m breit. Der vordere Laderaum ist 38,25 m lang und 13,25 m breit. Er verjüngt sich im Bugbereich auf etwa 10,9 m Länge auf 6,31 m Breite. Die Laderäume werden mit Stapellukendeckeln verschlossen, die mithilfe eines Lukenwagens bewegt werden können. Die Schiffe sind mit einem Schott ausgestattet, das an acht Positionen errichtet werden kann. Die Laderäume sind zusammen 9473,1 m³ groß.
Die Schiffe sind für den Transport von Containern ausgestattet. Die Containerkapazität beträgt 265 TEU, davon 177 TEU im Raum und 88 TEU an Deck. Im Laderaum 1 können sechs 20-Fuß-Container hintereinander und bis zu fünf nebeneinander, im Laderaum 2 sieben 20-Fuß-Container hintereinander und bis zu fünf nebeneinander gestaut werden. Es finden drei Lagen übereinander Platz. An Deck ist auf der vorderen Luke für sechs 20-Fuß-Container hintereinander und bis zu fünf nebeneinander sowie auf der hinteren Luke für sieben 20-Fuß-Container hintereinander und bis zu fünf nebeneinander Platz. Auf der hinteren Luke können die Container in zwei Lagen übereinander gestaut werden. Der hinterste Stapel ist auf eine Lage beschränkt, da hier der Lukenwagen geparkt wird. Der vorderste Stapel auf Luke 2 sowie die Deckscontainer auf Luke 1 sind unter Berücksichtigung des Sichtstrahls ebenfalls auf eine Lage beschränkt.
Die Tankdecke kann mit 15 t/m², die Lukendeckel der ersten vier Schiffe der Serie können mit 2,6 t/m², die der letzten beiden Schiffe mit 1,5 t/m² belastet werden. Der Rumpf der Schiffe ist eisverstärkt.

## Schiffe
| Bodewese Trader 7575 | Bodewese Trader 7575 | Bodewese Trader 7575 | Bodewese Trader 7575                                 | Bodewese Trader 7575                                        |
| Bauname              | Baunummer            | IMO-Nummer           | Kiellegung Stapellauf Ablieferung                    | Spätere Namen und Verbleib                                  |
| -------------------- | -------------------- | -------------------- | ---------------------------------------------------- | ----------------------------------------------------------- |
| Alesia               | 770                  | 9433339              | 17. Dezember 2007 22. Mai 2008 27. Juni 2008         | 2021: Ute                                                   |
| Belizia              | 771                  | 9433341              | 17. Dezember 2007 24. Oktober 2008 27. November 2008 | 2021: Birgit                                                |
| Cecilia              | 772                  | 9433353              | 18. Oktober 2008 20. Februar 2009 28. Mai 2009       | 2021: Alexander                                             |
| Damina               | 773                  | 9433365              | Oktober 2008 10. Juli 2009 27. März 2010             | 2021: Anne                                                  |
| Ensara               | 774                  | 9433377              | 9. Juli 2010 14. Januar 2011                         | 2011: Arklow Brook, 2021: Norheim                           |
| Fangha               | 775                  | 9433389              | 28. Januar 2011 27. Mai 2011                         | als Arklow Bridge gebaut und in Fahrt gesetzt; 2017: Aasvik |